# Keno
Keno je loterijní hra, nabízená v moderních kasinech, speciálních terminálech i ve většině internetových kasin.[zdroj⁠?!]

## Historie
Slovo keno má latinský nebo francouzský původ (fr. quine – „pět vítězných čísel“, lat. quini – „pět každému“), avšak hra pochází z Číny. Podle legendy ji v období války Chu–Chan vynalezl Zhang Liang, aby získal prostředky na obranu města; její popularita později přispěla k financování stavby Velké čínské zdi.
První doložená čínská loterie pochází z roku 1847, kdy portugalská správa v Macau udělila licenci provozovatelům. Výsledky her se údajně rozesílaly poštovními holuby, což vedlo k názvu 白鸽票 (báigē piào – „holubí lístky“), v kantonštině vyslovovanému baak-gaap-piu, ze kterého vznikl západní přepis pakapoo. Hrálo se na listech s čínskými znaky, často prvními 80 z „Knihy tisíce znaků“.
Do Západu se keno dostalo v 19. století s čínskými přistěhovalci při stavbě první transkontinentální železnice v USA. V moderní podobě se začalo objevovat koncem 19. století a dnes jej provozují kasina i loterie. V ČR se hra výrazněji prosadila v roce 2002 díky společnosti Sazka.

## Průběh hry
Její počáteční podoba byla ta, že každý hráč dostal tabulku nebo los s 80 čísly. Cílem hry bylo uhádnout co nejvíce z dvaceti tažených čísel. Hráč si mohl vsadit na jedno až deset čísel. Případná výhra se odvíjela od velikosti sázky. 
Klasická varianta hry se tažením podobá například Sportce, kdy tah probíhá živě a fyzicky.
Od roku 2002 provozuje v ČR hru Keno Sazka. Hráč se snaží uhádnout dvě až sedm čísel z 60, kdy je při každém losování taženo 12 čísel. Hráči také mohou zvolit náhodný tip. Losování 12 čísel je v tomto případě řízeno počítačem, který generuje losovaná čísla. Generování probíhá každých pět minut, krom 00:00 – 1:15, kdy je technická přestávka systému. Jedná se tedy o tzv. rychlou loterii.
Vsadit si hráči mohou papírovou sázenkou na terminálech Sazky, online na webu Sazky nebo online v mobilní aplikaci Sazky. Nejnižší sázka začíná na 5 Kč a nejvyšší končí na 200 Kč.

## Šance na výhru
Výše výhry v Kenu závisí na počtu správně uhodnutých čísel a výši sázky. Vypočítává se vynásobením vsazené částky koeficientem, který přísluší k danému počtu uhádnutých čísel. Maximální výhra je 1 milion Kč na jedno pole a pravděpodobnost uhodnutí všech 7 čísel je 1:487 635. Celková pravděpodobnost jakékoliv výhry je 1:2,3.

### Výpočet pravděpodobnosti
Pravděpodobnosti v keně vycházejí z hypergeometrického rozdělení.
Pro tiket se {\displaystyle n} tipovanými čísly lze pravděpodobnost uhodnutí přesně {\displaystyle r} čísel spočítat podle vzorce:
{\displaystyle P({\text{zásah }}r)={\frac {{n \choose r}\times {80-n \choose 20-r}}{80 \choose 20}}}
Například pravděpodobnost uhodnutí 4 čísel při tiketu se 6 tipovanými čísly je:
{\displaystyle P(X=4)={\frac {{6 \choose 4}\times {74 \choose 16}}{80 \choose 20}}\approx 0{,}02853791}
Kombinační číslo {\displaystyle {n \choose r}} se počítá jako {\displaystyle {\frac {n!}{r!(n-r)!}}}, kde {\displaystyle !} označuje faktoriál. V tabulkových procesorech lze použít funkci COMBIN(n,r) pro jeho výpočet.
Pro přepočet na „kurz k 1“ se vydělí pravděpodobnost hodnotou 1,0 a od výsledku se odečte 1.